# 메이든헤드 (영국 의회 선거구)
메이든헤드 (Maidenhead)는 영국 의회의 하원에서 지역을 대표하는 버크셔 주의 선거구이다. 1997년부터 보수당의 테리사 메이 총리가 의원을 맡고 있다. 테리사 메이는 2016년 7월 13일부터 영국의 총리를 맡고 있다.
이 선거구는 이전 선거구 시절에도 보수당 외의 다른 정당에게 넘어간 적이 없어 보수당의 지정석으로 간주된다.

## 역사
메이든헤드 선거구는 1997년 총선에서 윈저 메이든헤드 선거구와 워킹엄 선거구의 일부 지역을 통합해 신설됐다. 테리사 메이 현 총리가 선거구 신설 때부터 지금까지 지역구 의원을 맡고 있다. 2010년 영국 총선 당시에는 보수당이 얻은 지역구 307곳 중 아홉 번째로 많은 표가 나온 선거구로 집계되기도 했다.

## 구획
메이든헤드 지역구는 리딩이스트, 헨리, 와이컴브, 베컨스필드, 윈저, 브랙넬, 워킹햄 지역구와 경계를 이룬다. 메이든헤드 선거구에 속한 하위 지역구 (ward)는 다음과 같다.
1997~2010년: 윈저 메이든헤드 왕립구의 벨몬트, 비셤, 쿠컴, 보인힐, 콕스그린, 퍼즈플랫, 헐리, 올드필드, 핑크니스그린, 세인트메리스 구. 워킹햄 구의 차빌, 코로네이션, 허스트, 레메넘, 워그레이브, 소닝, 트위퍼드, 러스컴브 구.
2010년~현재: 윈저 메이든헤드 왕립구의 버몬트, 미셤, 쿠컴, 보인힐, 브레이, 콕스그린, 퍼즈플랫, 헐리 월섬스, 메이든헤드리버사이드, 올드필드, 핑크니스그린 구. 워킹햄 구의 차빌, 코로네이션, 허스트, 레메넘, 워그레이브 러스컴브, 소닝, 트위퍼드 구.
메이든헤드 지역구에서 가장 인구가 많은 지역은 버크셔 주 윈저 메이든헤드 왕립구의 메이든헤드 마을이다.

## 역대 국회의원
| 선거 | 선거   | 의원        | 정당   | 비고                                   |
| ---- | ------ | ----------- | ------ | -------------------------------------- |
|      | 1997년 | 테리사 메이 | 보수당 | 보수당 대표 및 영국 총리 (2016년~현재) |

## 선거
| 선거                                           | 선거 결과 | 선거 결과                                                                  | 후보                     | 후보             | 정당   | 득표   | %     | ±%    |
| ---------------------------------------------- | --------- | -------------------------------------------------------------------------- | ------------------------ | ---------------- | ------ | ------ | ----- | ----- |
| 2015년 5월 총선 투표수: 53,855 (72.6%) (−1.1)  |           | 보수당 유지 과반 득표: 29,059 (54.0%) +22.8                                |                          | 테리사 메이      | 보수당 | 35,453 | 65.8  | +6.4  |
| 2015년 5월 총선 투표수: 53,855 (72.6%) (−1.1)  |           | 보수당 유지 과반 득표: 29,059 (54.0%) +22.8                                | 찰리 스미스              | 노동당           | 6,394  | 11.9   | +4.8  |       |
| 2015년 5월 총선 투표수: 53,855 (72.6%) (−1.1)  |           | 보수당 유지 과반 득표: 29,059 (54.0%) +22.8                                | 토니 힐                  | 자유민주당       | 5,337  | 9.9    | -18.3 |       |
| 2015년 5월 총선 투표수: 53,855 (72.6%) (−1.1)  |           | 보수당 유지 과반 득표: 29,059 (54.0%) +22.8                                | 허비 크로스맨            | 영국 독립당      | 4,539  | 8.4    | +6.1  |       |
| 2015년 5월 총선 투표수: 53,855 (72.6%) (−1.1)  |           | 보수당 유지 과반 득표: 29,059 (54.0%) +22.8                                | 에밀리 블리스            | 녹색당           | 1,915  | 3.6    | +2.7  |       |
| 2015년 5월 총선 투표수: 53,855 (72.6%) (−1.1)  |           | 보수당 유지 과반 득표: 29,059 (54.0%) +22.8                                | 이언 태플린              | 무소속           | 162    | 0.3    | +0.3  |       |
| 2015년 5월 총선 투표수: 53,855 (72.6%) (−1.1)  |           | 보수당 유지 과반 득표: 29,059 (54.0%) +22.8                                | 조 윌콕스                | 클래스 워        | 55     | 0.1    | +0.1  |       |
| 2010년 5월 총선 투표수: 53,720 (73.7%) (+3.4)  |           | 보수당 유지 과반 득표: 16,769 (31.2%) 자유민주당에서 보수당으로 +7.8% 선회 |                          | 테리사 메이      | 보수당 | 31,937 | 59.5  | +7.6  |
| 2010년 5월 총선 투표수: 53,720 (73.7%) (+3.4)  |           | 보수당 유지 과반 득표: 16,769 (31.2%) 자유민주당에서 보수당으로 +7.8% 선회 | 토니 힐                  | 자유민주당       | 15,168 | 28.2   | −8.0  |       |
| 2010년 5월 총선 투표수: 53,720 (73.7%) (+3.4)  |           | 보수당 유지 과반 득표: 16,769 (31.2%) 자유민주당에서 보수당으로 +7.8% 선회 | 팻 맥도널드              | 노동당           | 3,795  | 7.1    | −2.1  |       |
| 2010년 5월 총선 투표수: 53,720 (73.7%) (+3.4)  |           | 보수당 유지 과반 득표: 16,769 (31.2%) 자유민주당에서 보수당으로 +7.8% 선회 | 케네스 라이트            | 영국 독립당      | 1,243  | 2.3    | +0.9  |       |
| 2010년 5월 총선 투표수: 53,720 (73.7%) (+3.4)  |           | 보수당 유지 과반 득표: 16,769 (31.2%) 자유민주당에서 보수당으로 +7.8% 선회 | 팀 레이트                | 브리튼 국민당    | 825    | 1.5    | +0.1  |       |
| 2010년 5월 총선 투표수: 53,720 (73.7%) (+3.4)  |           | 보수당 유지 과반 득표: 16,769 (31.2%) 자유민주당에서 보수당으로 +7.8% 선회 | 피터 포브스              | 녹색당           | 482    | 0.9    | N/A   |       |
| 2010년 5월 총선 투표수: 53,720 (73.7%) (+3.4)  |           | 보수당 유지 과반 득표: 16,769 (31.2%) 자유민주당에서 보수당으로 +7.8% 선회 | 피터 프리어              | 자유책임당       | 270    | 0.5    | N/A   |       |
| 2005년 5월 총선 투표수: 45,850 (71.7%) (+9.7)  |           | 보수당 유지 과반 득표: 6,231 (13.6%) +6.0 노동당에서 보수당으로 +3.0% 선회 |                          | 테리사 메이      | 보수당 | 23,312 | 50.8  | +5.8  |
| 2005년 5월 총선 투표수: 45,850 (71.7%) (+9.7)  |           | 보수당 유지 과반 득표: 6,231 (13.6%) +6.0 노동당에서 보수당으로 +3.0% 선회 | 캐서린 드러실라 뉴바운드 | 자유민주당       | 17,081 | 37.3   | -0.1  |       |
| 2005년 5월 총선 투표수: 45,850 (71.7%) (+9.7)  |           | 보수당 유지 과반 득표: 6,231 (13.6%) +6.0 노동당에서 보수당으로 +3.0% 선회 | 자넷 프리처드            | 노동당           | 4,144  | 9.0    | −6.2  |       |
| 2005년 5월 총선 투표수: 45,850 (71.7%) (+9.7)  |           | 보수당 유지 과반 득표: 6,231 (13.6%) +6.0 노동당에서 보수당으로 +3.0% 선회 | 팀 레이트                | 브리튼 국민당    | 704    | 1.5    | N/A   |       |
| 2005년 5월 총선 투표수: 45,850 (71.7%) (+9.7)  |           | 보수당 유지 과반 득표: 6,231 (13.6%) +6.0 노동당에서 보수당으로 +3.0% 선회 | 더글라스 루이스          | 영국 독립당      | 609    | 1.3    | -0.4  |       |
| 2001년 6월 총선 투표수: 43,318 (62.0%) (−13.6) |           | 보수당 유지 과반 득표: 3,284 (7.6%)                                        |                          | 테리사 메이      | 보수당 | 19,506 | 45.0  | -4.8  |
| 2001년 6월 총선 투표수: 43,318 (62.0%) (−13.6) |           | 보수당 유지 과반 득표: 3,284 (7.6%)                                        | 캐서린 드러실라 뉴바운드 | 자유민주당       | 16,222 | 37.4   | +11.2 |       |
| 2001년 6월 총선 투표수: 43,318 (62.0%) (−13.6) |           | 보수당 유지 과반 득표: 3,284 (7.6%)                                        | 존 오퍼렐                | 노동당           | 6,577  | 15.2   | -2.9  |       |
| 2001년 6월 총선 투표수: 43,318 (62.0%) (−13.6) |           | 보수당 유지 과반 득표: 3,284 (7.6%)                                        | 데니스 리처드 쿠퍼       | 영국 독립당      | 741    | 1.7    | +1.2  |       |
| 2001년 6월 총선 투표수: 43,318 (62.0%) (−13.6) |           | 보수당 유지 과반 득표: 3,284 (7.6%)                                        | 로이드 클라크            | 괴수 발광 괴짜당 | 272    | 0.6    | N/A   |       |
| 1997년 5월 총선 투표수: 50,889 (75.6%)         |           | 보수당 승리 과반 득표: 11,981 (23.5%)                                      |                          | 테리사 메이      | 보수당 | 25,344 | 49.8  | −11.8 |
| 1997년 5월 총선 투표수: 50,889 (75.6%)         |           | 보수당 승리 과반 득표: 11,981 (23.5%)                                      | 앤드류 테런스 케터링엄   | 자유민주당       | 13,363 | 26.3   | −3.5  |       |
| 1997년 5월 총선 투표수: 50,889 (75.6%)         |           | 보수당 승리 과반 득표: 11,981 (23.5%)                                      | 데니스 매리언 롭슨       | 노동당           | 9,205  | 18.1   | +9.5  |       |
| 1997년 5월 총선 투표수: 50,889 (75.6%)         |           | 보수당 승리 과반 득표: 11,981 (23.5%)                                      | 찰스 윌리엄 테이버너     | 국민투표당       | 1,638  | 3.2    | N/A   |       |
| 1997년 5월 총선 투표수: 50,889 (75.6%)         |           | 보수당 승리 과반 득표: 11,981 (23.5%)                                      | 데이비드 존 멍클리       | 자유당           | 896    | 1.8    | N/A   |       |
| 1997년 5월 총선 투표수: 50,889 (75.6%)         |           | 보수당 승리 과반 득표: 11,981 (23.5%)                                      | 네일 앤토니 스피어스     | 영국 독립당      | 277    | 0.5    | N/A   |       |
| 1997년 5월 총선 투표수: 50,889 (75.6%)         |           | 보수당 승리 과반 득표: 11,981 (23.5%)                                      | 크리스티언 존 애들리     | 글로 볼링당      | 166    | 0.3    | N/A   |       |
| 1992년 4월 총선 (명목상)                       |           | 보수당 승리 과반 득표: 31.7%                                               |                          | -                | 보수당 | N/A    | 61.6  | N/A   |
| 1992년 4월 총선 (명목상)                       |           | 보수당 승리 과반 득표: 31.7%                                               | -                        | 자유민주당       | N/A    | 29.8   | N/A   |       |
| 1992년 4월 총선 (명목상)                       |           | 보수당 승리 과반 득표: 31.7%                                               | -                        | 노동당           | N/A    | 8.6    | N/A   |       |

## 같이 보기
- 버크셔 주의 의회 선거구 목록